# Rue Juliette-Dodu (Paris)
Pour les articles homonymes, voir Rue Juliette-Dodu.
La rue Juliette-Dodu est une voie du 10e arrondissement de Paris et plus précisément du quartier de l'Hôpital-Saint-Louis.

## Situation et accès
La rue Juliette-Dodu débute 3, avenue Claude-Vellefaux et se termine 20, rue de la Grange-aux-Belles et 2, rue Vicq-d'Azir.

## Origine du nom

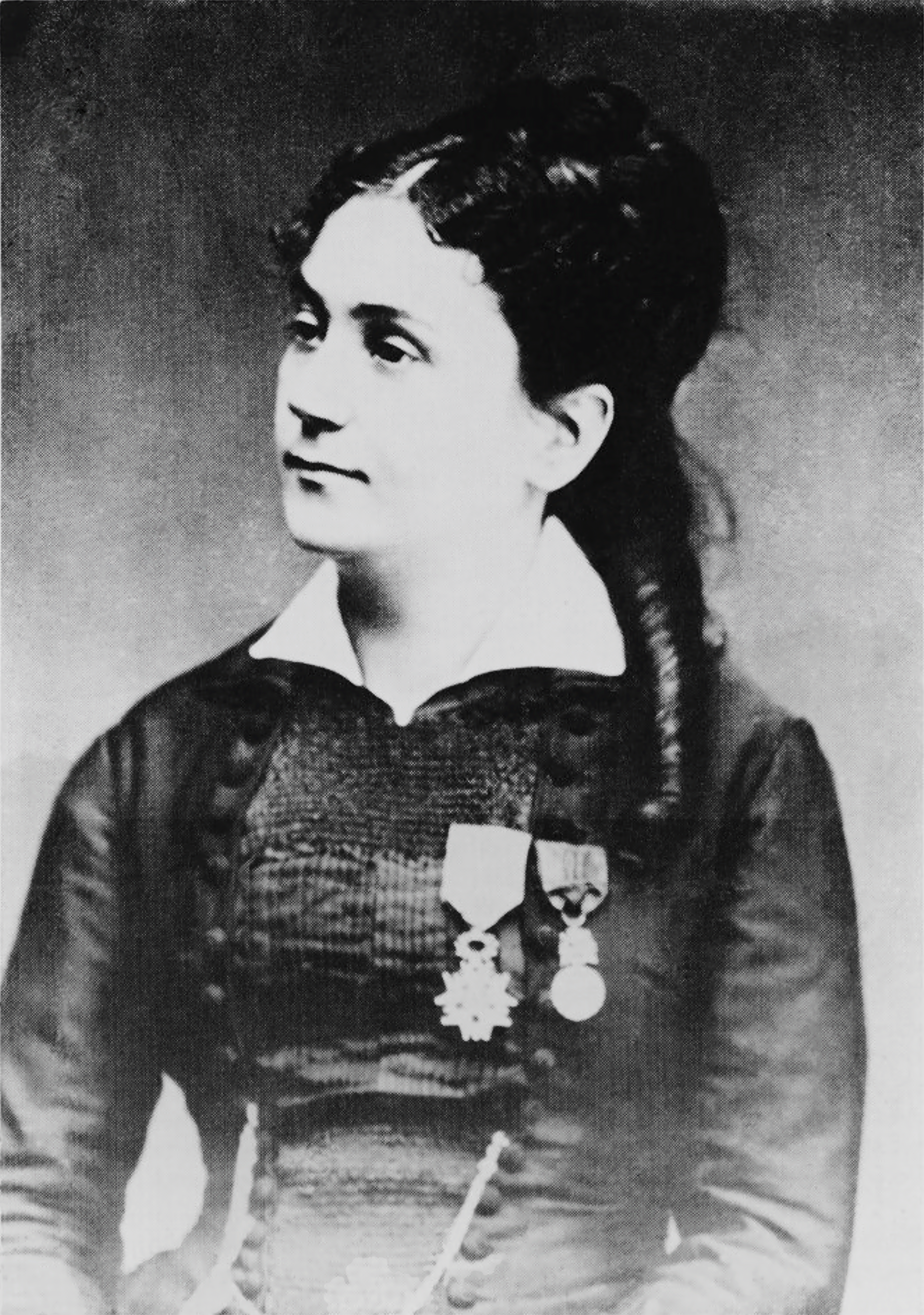
Juliette Dodu.

Juliette Dodu (1850-1909) est une employée des Postes, héroïne de la guerre franco-prussienne de 1870.

## Historique
Cette voie qui existait au XVIIe siècle, c'est-à-dire bien avant le creusement du canal Saint-Martin, n'était alors qu'un chemin qui traversait des champs et qui figurait sur le plan de Jouvin de Rochefort de 1672.
Devenue une rue, elle était sous l'Ancien régime une partie de la « rue Saint-Maur », qui existe toujours sous ce nom plus à l'est, dite aussi parfois « rue Saint-Maur-Popincourt », devenue, sous la Révolution, la « rue des Morts », par homophonie sur le vocable restant après l'élimination de la référence religieuse.
C’est par un arrêté en date du 28 octobre 1910 que cette voie a été renommée « rue Juliette-Dodu ». 

## Bâtiments remarquables et lieux de mémoire
- Le réservoir, dépendant des eaux de Belleville, de l’hôpital Saint-Louis est classé monument historique par arrêté du 6 février 2006. Il est situé dans cette rue (n°5-7) mais se trouve masqué par une large palissade perforée de couleur marron.
- Entre la rue et la rue Vicq-d'Azir, se situait, approximativement, le moulin à vent de l’hôpital Saint-Louis. Il figure (sans nom) sur le plan de Jouvin de Rochefort (1675)[3].
- Square Juliette-Dodu

Plaque de la rue Juliette-Dodu
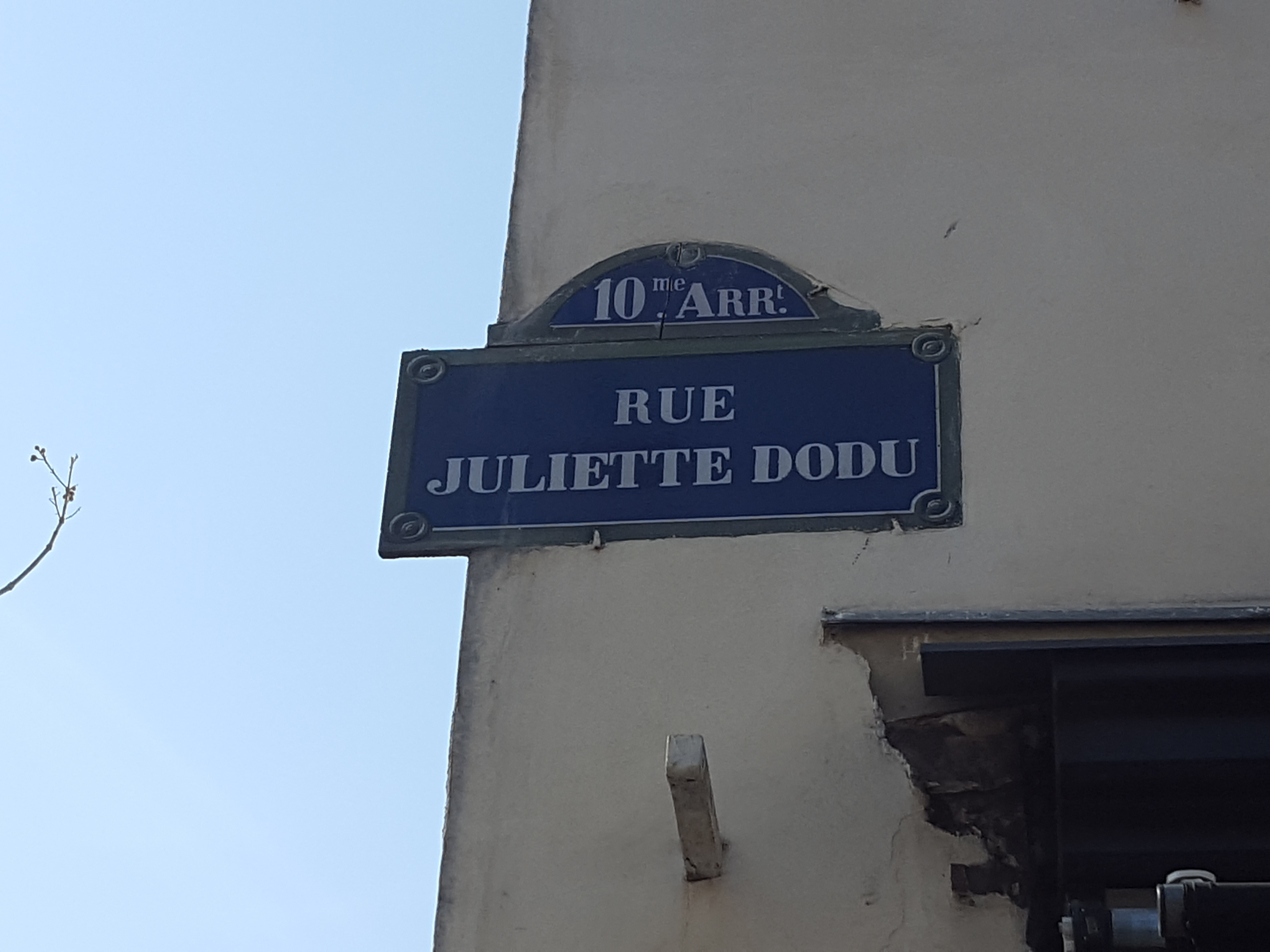
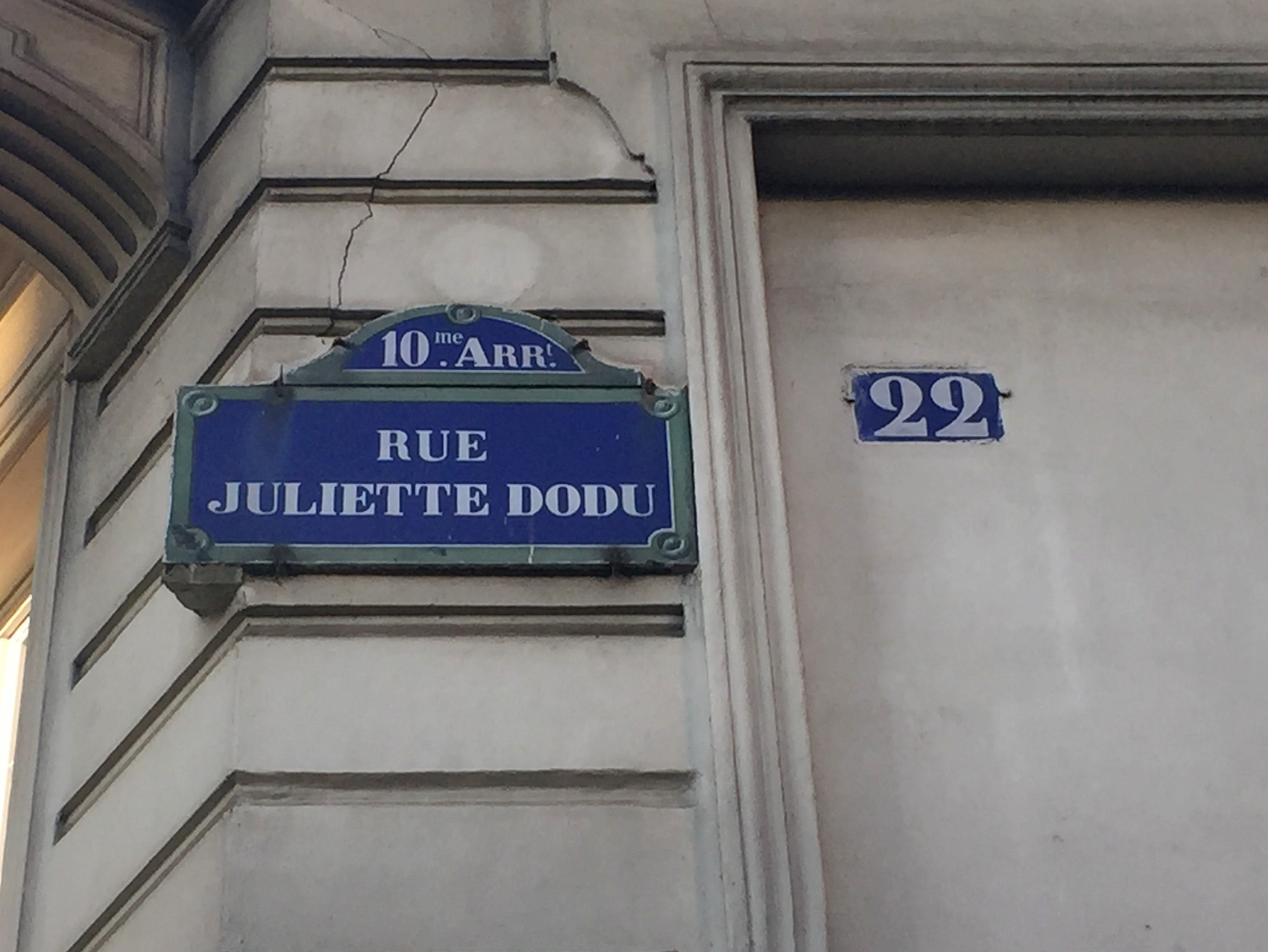
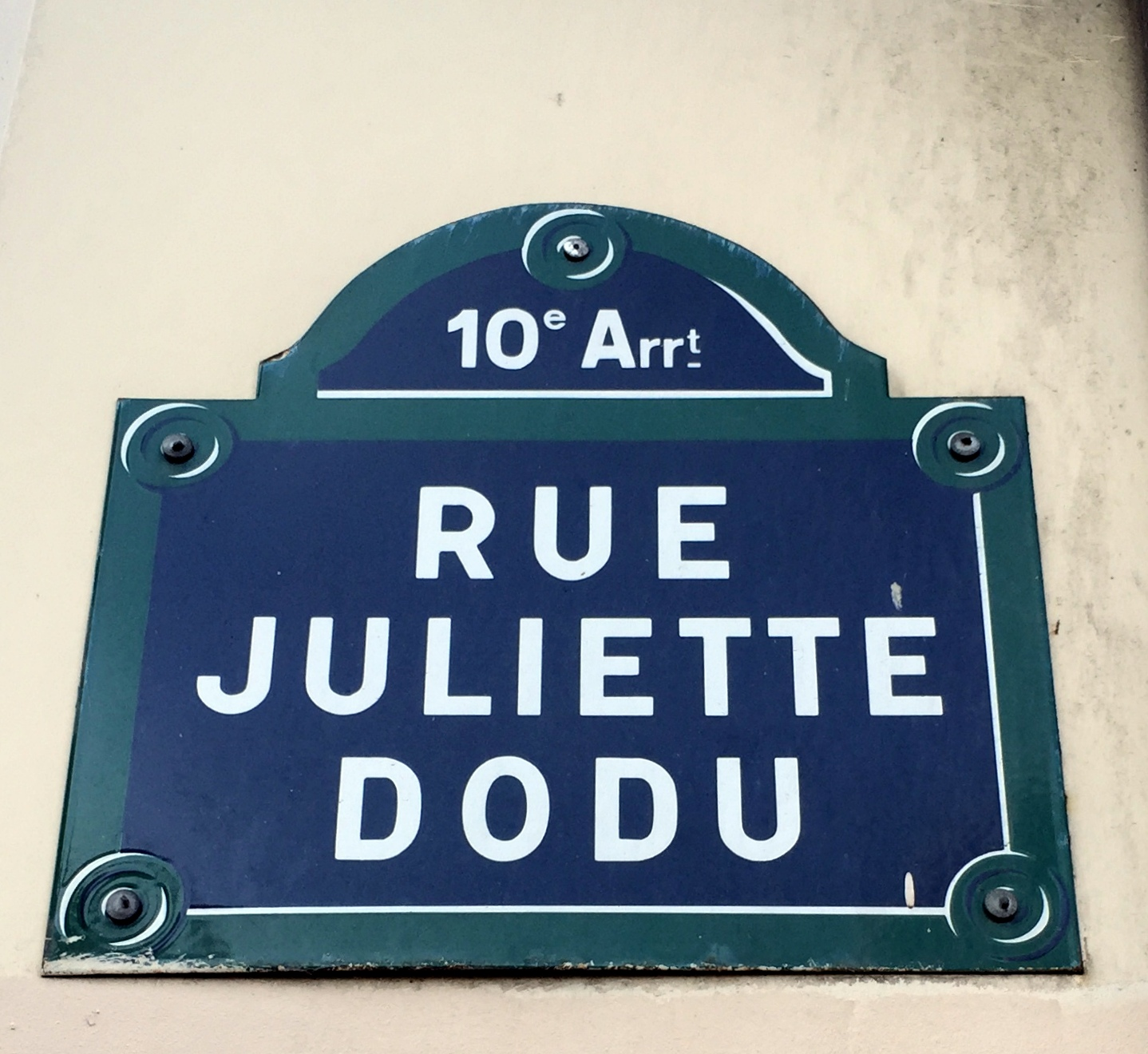

## Apparition dans d'autres médias
- Le clip du morceau XO Tour Llif3 du rappeur américain Lil Uzi Vert possède des plans qui ont été tournés dans cette rue[4].